# 1910年の音楽
1910年の音楽（1910ねんのおんがく）では、1910年(明治43年)の音楽分野の動向についてまとめる。

## 出来事
- 3月19日 – バルトーク・ベーラの弦楽四重奏曲第1番がブダペストで初演される。
- 6月25日 – イーゴリ・ストラヴィンスキーの火の鳥がパリで初演される。
- 9月12日 – グスタフ・マーラーの交響曲第8番がミュンヘンで初演される。
- 11月10日 – エドワード・エルガーのヴァイオリン協奏曲がフリッツ・クライスラー の独奏により初演される。

## クラシック音楽
- アレクサンドル・スクリャービン - 交響曲第5番

## 誕生
- 1月2日 - 松谷穣（神奈川県、ジャズ・ピアニスト）（+ 1995年）
- 1月23日 - ジャンゴ・ラインハルト（、ジャズ・ミュージシャン）（+ 1953年）
- 1月28日 - 井口愛子（東京都、ピアニスト）（+ 1984年）
- 3月6日 - 矢野亮（茨城県、作詞家）（+ 1986年）
- 5月23日 - アーティ・ショウ（、ジャズ・クラリネット奏者）（+ 2004年）
- 6月11日 - カーマイン・コッポラ（、作曲家）（+ 1991年）
- 6月14日 - ルドルフ・ケンペ（、指揮者）（+ 1976年）
- 6月18日 - 高橋竹山（青森県、三味線奏者）（+ 1998年）
- 7月7日 - 伊藤久男（福島県、歌手）（+ 1983年）
- 8月30日 - 見砂直照（石川県、ジャズ・ミュージシャン）（+ 1990年）
- 9月10日 - 平井康三郎（高知県、作曲家）（+ 2002年）
- 10月27日 - 渡辺はま子（神奈川県、歌手）（+ 1999年）
- 12月4日 - アレックス・ノース（、作曲家）（+ 1991年）
- 12月24日 - 南里文雄（大阪府、ジャズ・トランペット奏者）（+ 1975年）

## 死去
- 5月29日 - ミリイ・バラキレフ（、作曲家）（* 1837年）